# Tribune des musiciens

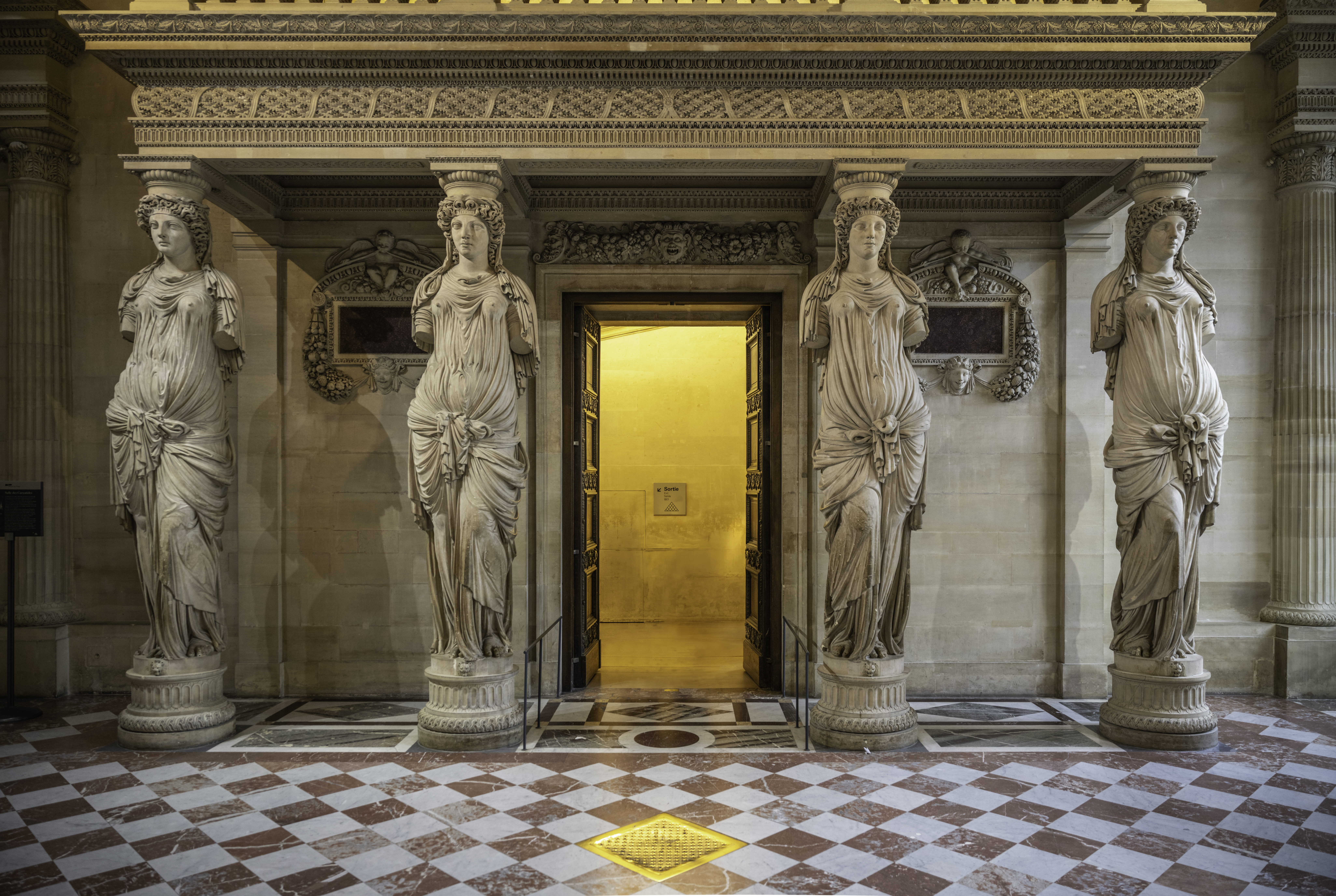
Tribune des musiciens de la salle des Caryatides (palais du Louvre).

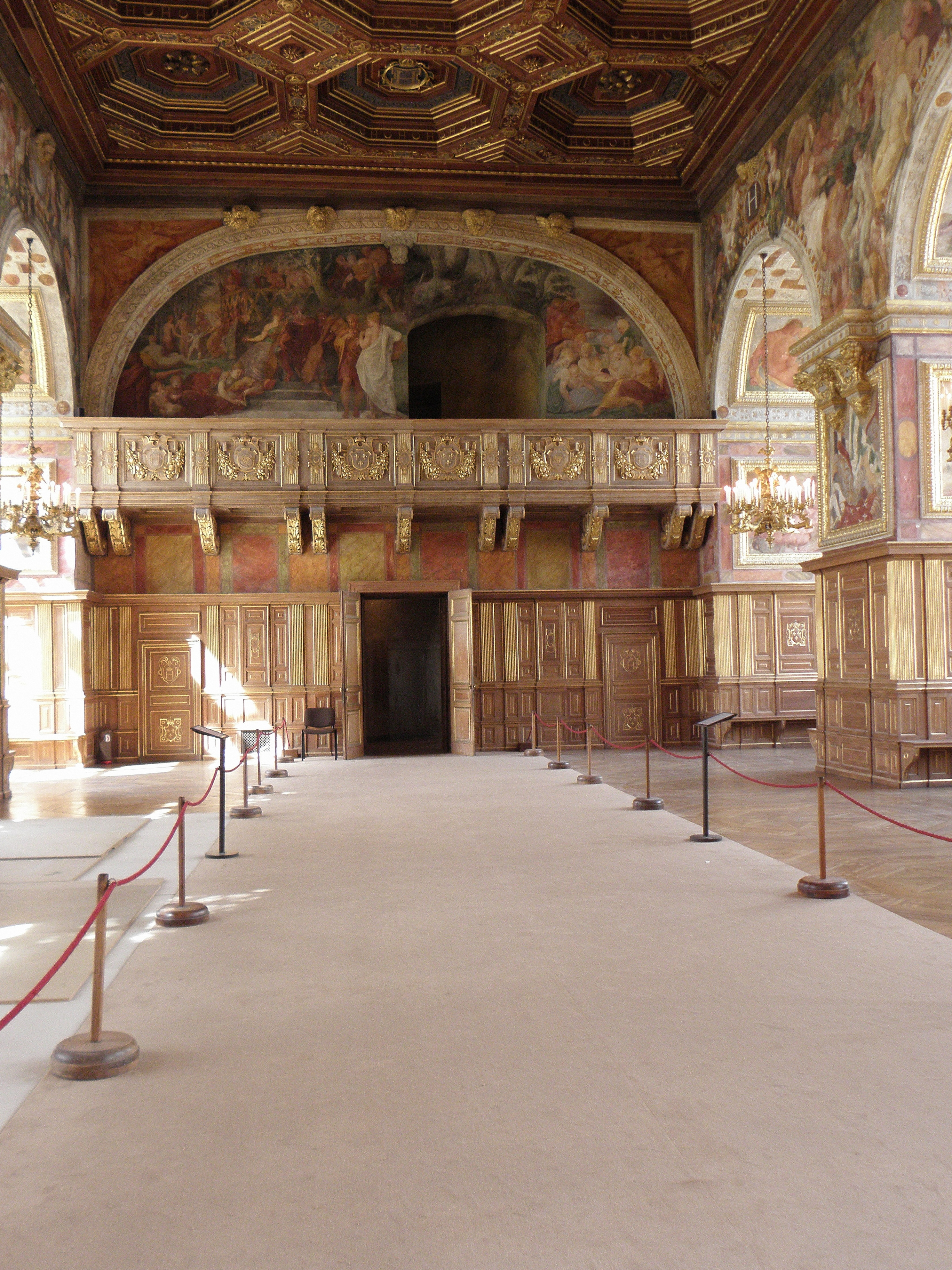
Tribune des musiciens de la salle de bal (château de Fontainebleau).

Une tribune des musiciens (anglais : minstrels' gallery) est un élément d'architecture consistant en un balcon, souvent situé à l'intérieur dans un grand hall ou une salle de bal d'un château, palais ou manoir, utilisé par des musiciens (à l'origine, par des ménestrels) pour jouer des pièces de musique sans gêner le regard des danseurs et des invités.

## Exemples
- Salle des Caryatides, palais du Louvre, France
- Cathédrale Saint-Pierre d'Exeter, Royaume-Uni
- Salle de bal, château de Fontainebleau, France
- Great Hall, University College, Durham, Royaume-Uni
- Banquet Hall, domaine Biltmore, États-Unis
- Great Hall, Casa Loma, Canada
- Salle de bal, maison Ravenscrag, Canada